# ثيودور إنجل (سياسي)
ثيودور إنجل (بالإنجليزية: Theodore Engel)‏ هو شخصية أعمال وسياسي أمريكي، ولد في 1866. حزبياً، نشط في الحزب الجمهوري والحزب الديمقراطي. وقد انتخب عضو جمعية ولاية ويسكونسن.